# 首藤正治
首藤 正治（すどう まさはる、1956年（昭和31年）1月2日 - ）は、日本の政治家。元宮崎県延岡市長（3期）。

## 経歴
宮崎県延岡市野地町出身。駐エクアドル大使の首藤祐司は弟。延岡市立南方小学校、延岡市立西階中学校、宮崎県立延岡西高等学校卒業。1979年3月、京都大学工学部物理工学科卒業。同年4月、小西六写真工業（現・コニカミノルタ）に就職。1983年、株式会社スドーに転職。1993年より同社代表取締役を務める。
2006年2月の延岡市長選で現職の櫻井哲雄を破り、初当選。同年2月6日、市長就任。3選後の2017年、次期市長選には出馬せず引退することを表明。
2018年、大正大学客員教授に就任。2019年より教授、同年11月より副学長。

## 著書
- 『君、市長にならないか？―地域経営現場からの地方創生論』 鉱脈社、2017年10月31日、ISBN 978-4860616809。